# Psilocybe muliercula
Psilocybe muliercula es una especie de hongo psilocibio de la familia Hymenogastraceae, del orden Agaricales. 

## Taxonomía
Psilocybe muliercula fue descrita como nueva para la ciencia por los micólogos Rolf Singer y Alexander Hanchett Smith, y la descripción publicada en la revista científica Mycologia (50) 1: 142 en 1958.